# Steganacarus inaestimabilis
Steganacarus inaestimabilis är en kvalsterart som beskrevs av Wojciech Niedbała 1984. Steganacarus inaestimabilis ingår i släktet Steganacarus och familjen Phthiracaridae. Inga underarter finns listade i Catalogue of Life.